# Paolo Scaroni

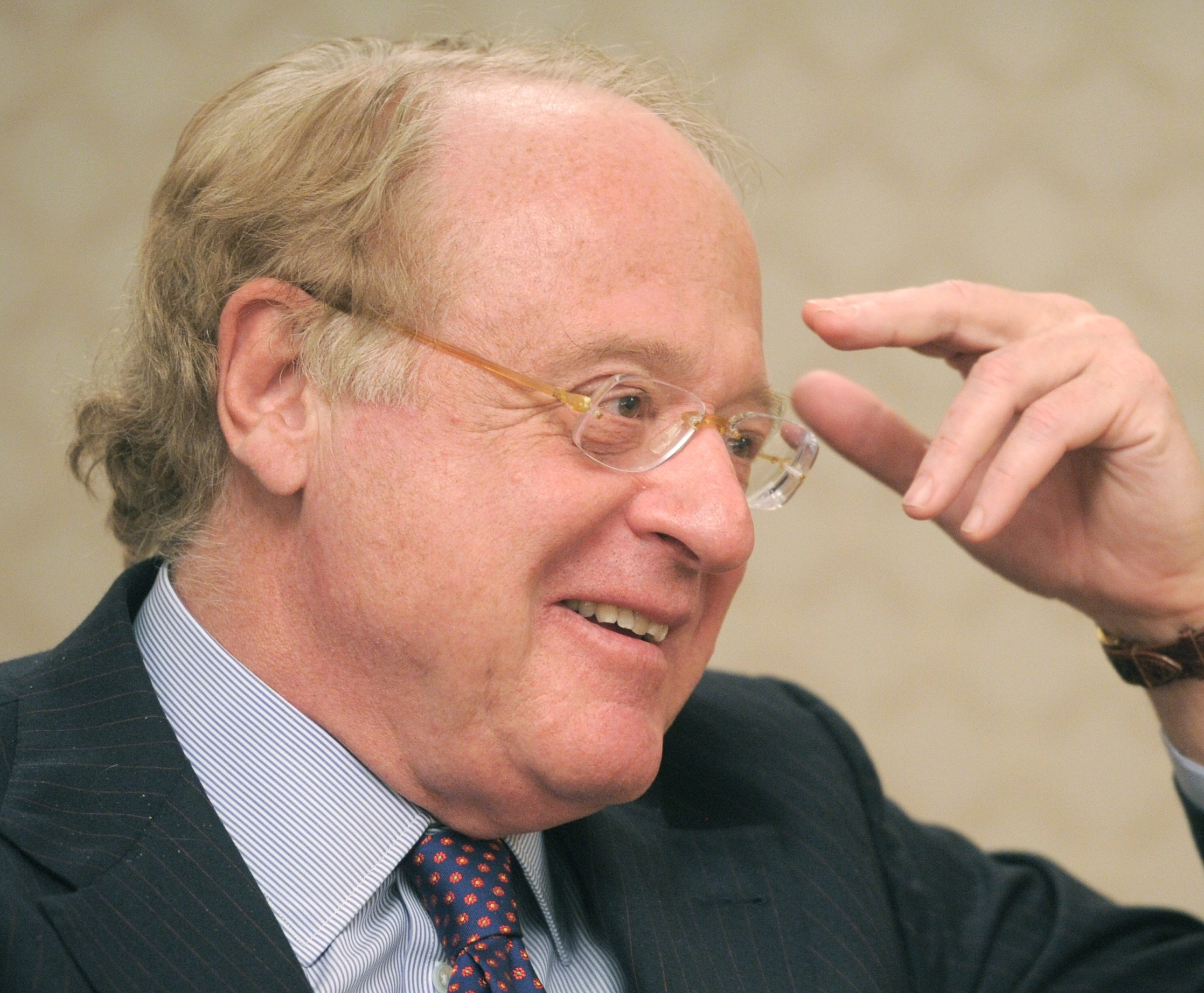
Paolo Scaroni (april 2012)

Paolo Scaroni (Vicenza, 28 november 1946) is een Italiaans zakenman en voorzitter van AC Milan en voormalig president-directeur van het Italiaanse energiebedrijf ENI. Hij studeerde aan de prestigieuze Milaanse Bocconi-universiteit.